# Kalonymos ben Meschullam
Kalonymos ben Meschullam (gestorben am 28. Mai 1096 oder kurz darauf bei Rüdesheim) war ein jüdischer Dichter, Gelehrter und Rabbiner, Sohn des Meschullam ben Kalonymos und bis zur Judenverfolgungen zur Zeit des Ersten Kreuzzugs (Gezerot Tatnu) 1096 Oberrabbiner der jüdischen Gemeinde von Mainz.

## Familie
Meschullam entstammt dem Familienverband der Kalonymiden, der ursprünglich aus Lucca in Italien kam und später in der Provence und in Deutschland, in Mainz und Speyer, ansässig wurde.

## Leben und Tod
Kalonymos ben Meschullam wird in der Erzählung des Amnon von Mainz genannt, von dem er im Traum den Text des Pijjut Unetaneh tokef erhalten haben soll.
Kalonymos ben Meschullam schrieb im Auftrag der rheinischen Gemeinden an Kaiser Heinrich IV. – als deutscher König auch Schutzherr der Gemeinden – und erlangte von ihm auch einen entsprechenden Schutzbrief. Der blieb aber wirkungslos: Die Teilnehmer des Volkskreuzzugs, der ersten Welle des Ersten Kreuzzugs, verübten im Frühjahr 1096 im ganzen Rheintal und entlang der Donau Pogrome. Dabei kam auch Kalonymos ben Meschullam ums Leben.
Der Bericht des Chronisten Salomo bar Simson über die Pogrome, der einige Jahrzehnte später verfasst wurde, schildert die dramatischen Ereignisse mit vielen Einzelheiten. Allerdings lagen dem Chronisten über die Todesumstände des Meschullam ben Kalonymos verschiedene, voneinander abweichende Berichte vor, von denen er alle ihm bekannten Versionen auflistet. Danach wurde Meschullam ben Kalonymos entweder ermordet oder beging Suizid (Kiddusch HaSchem). In einer der Versionen soll er zuvor noch versucht haben, den Erzbischof Ruthard von Mainz zu erdolchen, der den Juden den Schutz entzogen hatte. In anderen Versionen ist die Rede davon, dass er vor dem eigenen Tod noch seinen Sohn umgebracht habe, um ihm die Zwangstaufe zu ersparen.